# Sikory (ptaki)
Sikory, sikorowate (Paridae) – rodzina ptaków, należąca do podrzędu śpiewających i rzędu wróblowych.

## Charakterystyka
Obejmuje gatunki lądowe, nadrzewne, zamieszkujące Eurazję, Amerykę Północną i Afrykę (poza Saharą). Ptaki te charakteryzują się następującymi cechami:
- osiągają niewielkie rozmiary (średnia długość ciała: 11,5–14 cm, masa ciała: 6–20 g; wyjątek: sikora sułtańska, około 22 cm długości i 40 g[14])
- mają krótkie skrzydła, ogon stosunkowo długi,
- w upierzeniu przeważa kolor brązowy, biały, szary i czarny, u części gatunków również żółty; większość charakteryzuje się kontrastowym, najczęściej czarno-białym, ubarwieniem głowy; u niektórych obecny czub[14],
- mają 10 lotek I rzędu oraz 12 sterówek,
- mają dość krótki, mocny dziób (odżywiają się zazwyczaj owadami, do tego nasionami i owocami jagodowymi)[14],
- zazwyczaj zniesienie liczy od 4 do 12 jaj (przedstawiciele gatunków zamieszkujących strefę tropikalnych składają ich przeciętnie mniej), których wysiadywanie trwa 13–14 dni, a młode pozostają w gnieździe przez kolejne 17–20 dni[14].

Są to w większości gatunki o dużej liczebności (przykładowo bogatka zwyczajna jest jednym z najliczniejszych ptaków Polski). Nie są zagrożone wyginięciem, oprócz sikory białokarkowej i sikory rdzawolicej (podgatunek sikory rdzawej, czasem uznawany za odrębny gatunek).
Do polskiej awifauny zalicza się 7 gatunków, wszystkie są objęte ścisłą ochroną gatunkową.

## Systematyka
Do rodziny zaliczane są następujące rodzaje:
- Cephalopyrus Bonaparte, 1854 – jedynym przedstawicielem jest Cephalopyrus flammiceps (E. Burton, 1836) – ognik
- Sylviparus E. Burton, 1836 – jedynym przedstawicielem jest Sylviparus modestus E. Burton, 1836 – sikora oliwkowa
- Melanochlora Lesson, 1839 – jedynym przedstawicielem jest Melanochlora sultanea (Hodgson, 1837) – sikora sułtańska
- Pardaliparus Selys-Longchamps, 1884
- Periparus Selys-Longchamps, 1884
- Baeolophus Cabanis, 1851
- Lophophanes Kaup, 1829
- Sittiparus Selys-Longchamps, 1884
- Poecile Kaup, 1829
- Cyanistes Kaup, 1829
- Pseudopodoces Sarudny & von Loudon, 1902 – jedynym przedstawicielem jest Pseudopodoces humilis (Hume, 1871) – pseudosójeczka
- Parus Linnaeus, 1758
- Machlolophus Cabanis, 1851
- Melaniparus Bonaparte, 1850